# سینمای کره

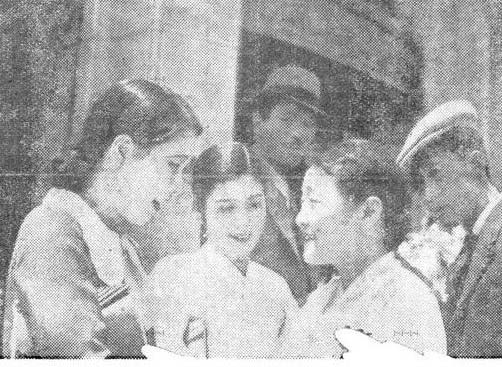
صحنه ای از فیلم چهارراه جوانی محصول 1934

سینمای کره (انگلیسی: Cinema of Korea) یا «سینمای کره‌ای»، مفهومی است که به صنایع فیلم‌سازی در کره شمالی و کره جنوبی اشاره دارد. همان‌طور که تمام زوایای زندگی کره‌ای‌ها در قرن گذشته، از اواخر دوره چوسان تا زمان جنگ کره در خدمت رویدادها و مقاصد سیاسی و متاثر از آن بوده، صنعت فیلم‌سازی در این شبه‌جزیره نیز متاثر از دخالت دولت‌ها بوده است. در حالی که امروزه، هر دو این کشورها، سینما و صنعت فیلم‌سازی خود را دارند، تنها سینمای کره جنوبی است که توانسته اقبال بین‌المللی یافته و در جهان تحسین شود. سینمای کره شمالی اما متمایل است مضامین کمونیستی و انقلابی خود را به تصویر بکشد. کره جنوبی در اواخر دهه ۱۹۵۰ و ۱۹۶۰، دوره طلایی سینمای خود را تجربه کرد. اما در دهه ۱۹۷۰، از این کیفیت کاسته شد. در ۲۰۰۵، کره جنوبی یکی از معدود کشورهایی بود که تولیدات داخلی سینمایی‌اش، بیشتر از فیلم‌های وارداتی تماشا می‌شدند و این به علت وجود قوانینی بود که واردات و نمایش فیلم‌های خارجی در سالن‌های سینما را محدود می‌کرد. این قوانین در سال ۲۰۰۶، کمی تعدیل شدند.  